# Arjeplog
Arjeplog (en same de Pite : Arjepluovve), est une localité suédoise, chef-lieu de la commune d'Arjeplog dans le comté de Norrbotten, située à quelques dizaines de kilomètres au sud du cercle polaire. Elle compte 1 947 habitants (2005).

Depuis les années 1980, la petite localité accueille de nombreux constructeurs et équipementiers automobiles qui profitent de la proximité de lacs gelés pour faire des essais de comportement sur sol à basse adhérence.

## À voir
- Le musée de l'argent (Silvermuseet) ouvert en 1965 retraçant la culture same. Son nom est dû à la mine d'argent de Nasa qui fut exploitée dans la commune dans le passé.

## Voir aussi

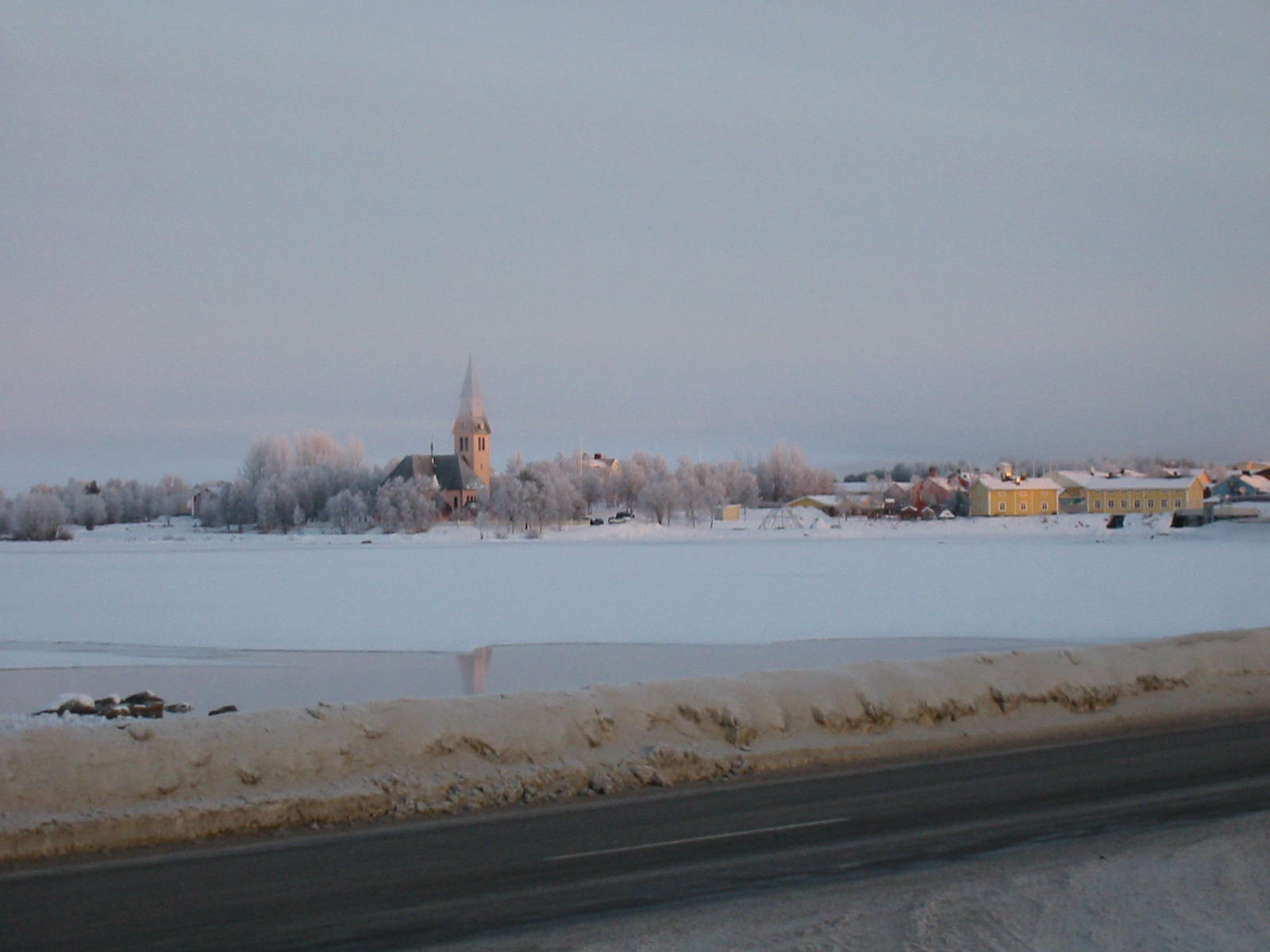
L'église d'Arjeplog